# Villariès
Villariès – miejscowość i gmina we Francji, w regionie Oksytania, w departamencie Górna Garonna.
Według danych na rok 1990 gminę zamieszkiwały 523 osoby, a gęstość zaludnienia wynosiła 71 osób/km² (wśród 3020 gmin regionu Midi-Pireneje Villariès plasuje się na 573. miejscu pod względem liczby ludności, natomiast pod względem powierzchni na miejscu 1299.).

## Zabytki

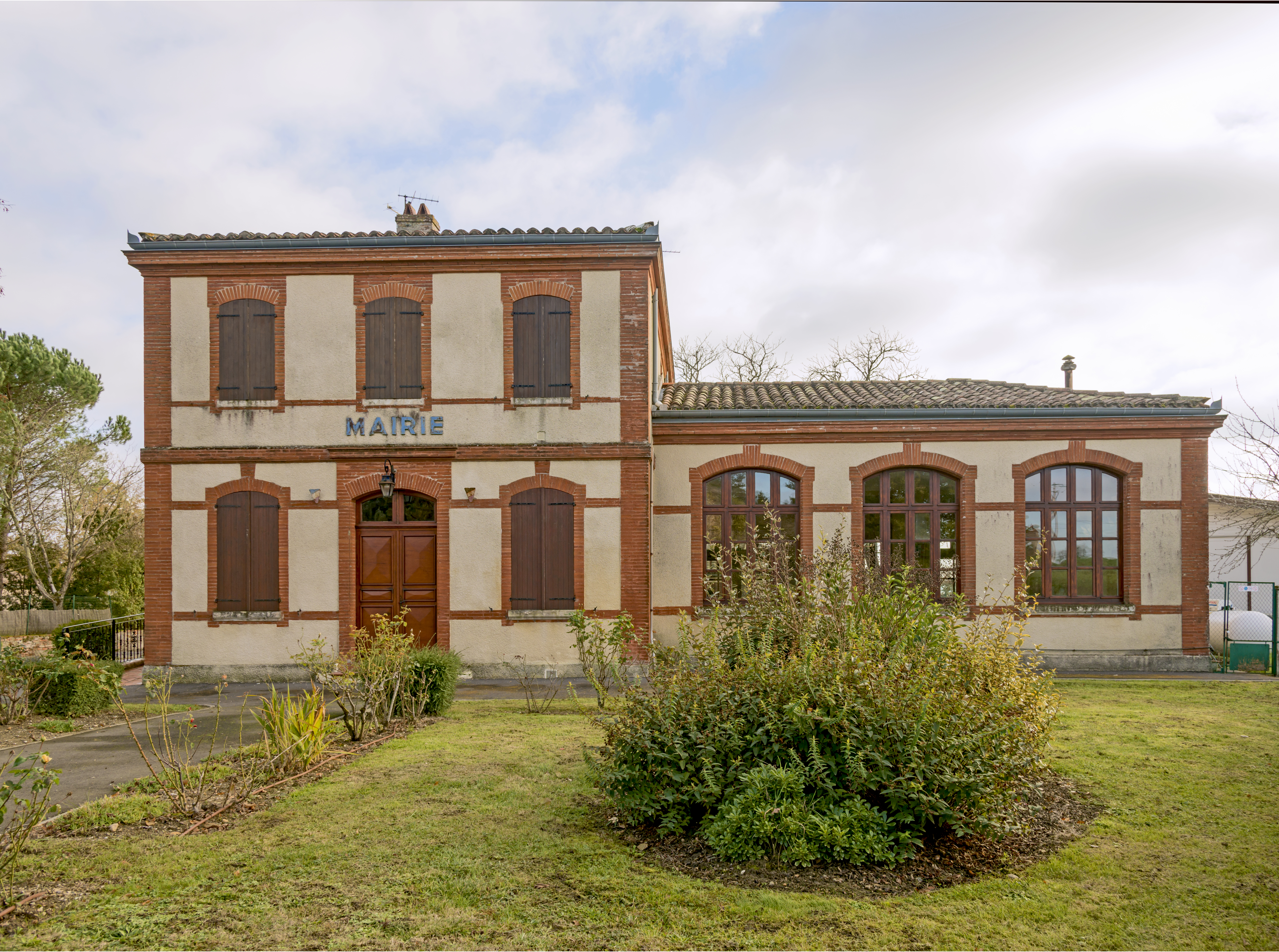
Ratusz.
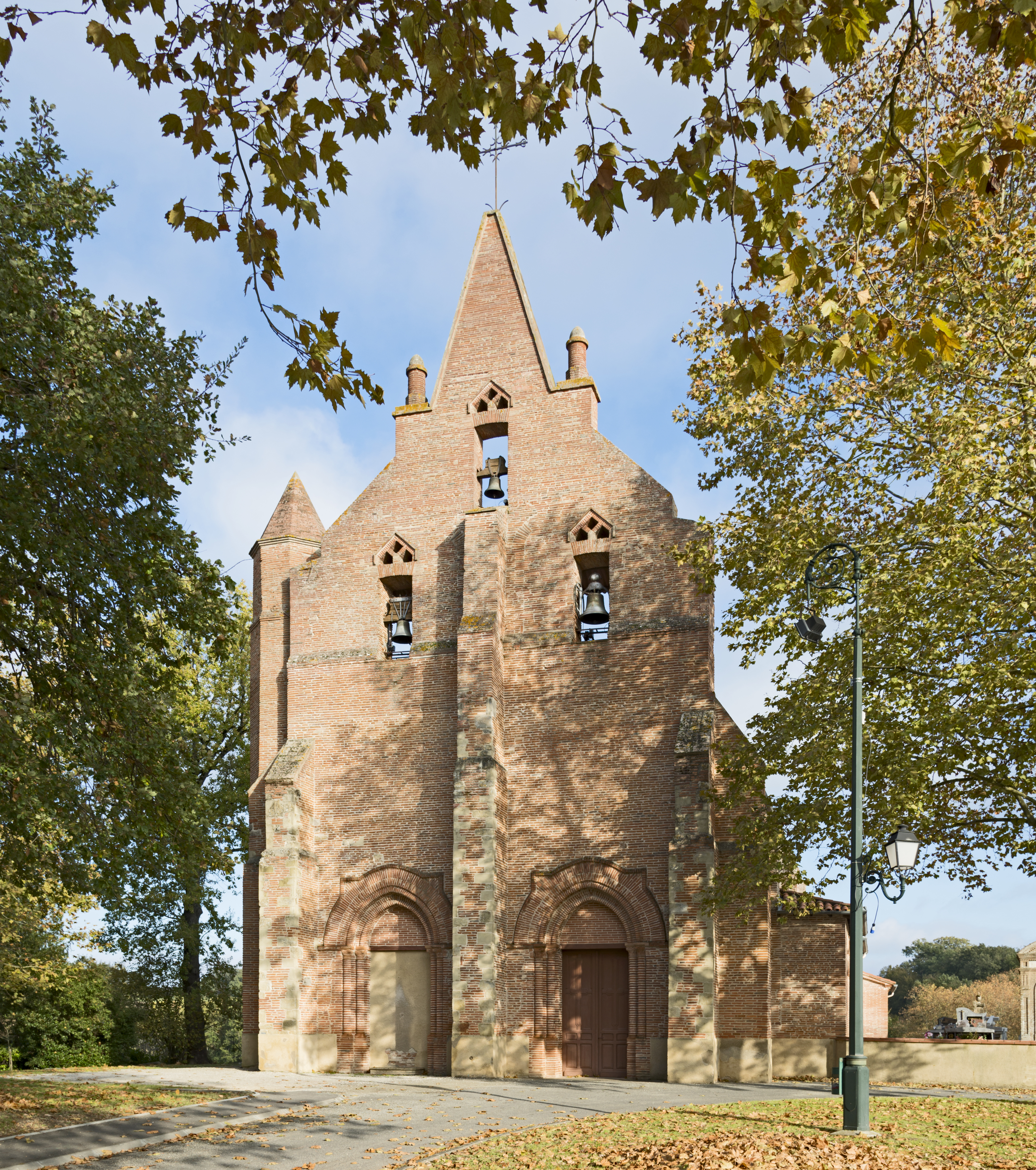
Kościół.